# Zapadni Goti
Zapadni Goti ili Vizigoti su bili nomadska plemena koja su se s istoka doselili na područje Zapadnog Rimskog Carstva u velikoj seobi naroda koncem 4. stoljeća, a djelomično su naseljavali i područje Istočnog Rimskog Carstva (Bizanta).
Goti se prvi put pojavljuju kao narod 268. godine kad su napali Rimsko Carstvo i počeli harati Balkanom. Invazija Gota je pomela rimsku provinciju Panoniju i druge provincije Ilirika, a čak su zaprijetili i Italiji. Ali oni su u ljeto te godine poraženi kod današnje talijansko-slovenske granice, a onda su potučeni u bitci kod Niša u rujnu 268. U sljedeće tri godine vraćeni su preko Dunava u seriji pohoda cara Klaudija II. i cara Aurelijana. Ipak zadržali su posjede u Daciji, koju je Aurelijan evakuirao 271. Kad su se naselili u Daciji Goti prihvaćaju arijanstvo, u kojem se vjeruje da Isus nije jedan od oblika Boga u Trojstvu, nego da je posebno stvoren i nema božanski epitet. To vjerovanje je bilo u direktnoj suprotnosti s katoličanstvom, koje je postala glavna religija u 4. i 5. stoljeću. Iberijski Vizigoti su pripadali arijanizmu do 589., kada ih kralj Rekared preobraća na katoličanstvo.

## Gotski rat (377. – 382.)
Goti su ostali u Daciji do 376., kada Fritigern, vođa Gota Trevinga moli rimskog cara Valensa dozvolu za naseljenje na južnoj obali Dunava. Znajući da tamo trenutačno nema ozbiljne rimske vojne grupacije oni su se nadali da će naći utočište od Huna, koji nisu raspolagali dobrim mogućnostima prelaska vojske preko tako široke rijeke. Valens je to bio prisiljen dozvoliti, a navodno je čak pomogao Vizigotima u prelasku rijeke. Pored toga im je obećao hranu i zemlju. Međutim, kad su prešli, zavladala je glad, a Rim nije bio u stanju dopremiti hranu. Zbog toga izbija pobuna, koja se pretvorila u šestogodišnje naseljavanje, pljačkanje i uništavanje po cijelom Balkanu. Bitka kod Hadrijanopola 378. godine bila je najznačajnija u tom ratu. Car Valens je bio loše obavješten o veličini gotske vojske i upustio se u bitku, u kojoj je poginuo, a Rimljani potučeni do nogu. Cijela jedna rimska vojska je nestala, a ta vijest je šokirala rimski svijet, prisiljavajući prvi put Rimljane na pregovore s barbarima.  Tijekom tog rata dolazi do ujedinjenja Gota Trevinga i Gota Greutinga što će kasnije predstavljati osnovni kostur Vizigotskog naroda. Mirovnim sporazumom njima je bilo dopušteno živjeti na području Rimskog Carstva. Time je započeo novi trend, čije su krajnje posljedice dovele do pada Zapadnog Rimskog Carstva oko 100 godina kasnije.

## Alarik
Novi car Teodozije I. Veliki je sklopio mir 382., koji je trajao do njegove smrti 395. Te godine dolazi na vlast čuveni vizigotski kralj Alarik.  Teodozija su naslijedili nesposobni sinovi, Arkadije na istoku i Honorije na zapadu. Tokom sljedećih 15 godina izbijali su povremeni sukobi prekidani godinama nestabilnog mira između Alarika i moćnih germanskih generala, koji su predvodili rimske vojske. Sve to je crpilo snagu Rimskog Carstva. Unutar samog carstva je izbio sukob i Honorije ubija generala Stilihona 408. godine, a rimske legije ubijaju obitelji 30.000 barbarskih vojnika, koji su služili u carstvu. Alarik pojačan prebjeglim Stilihonovim lojalistima i Radagaisusovim Gotima proglašava rat, lako prolazi kroz oslabljeno carstvo, dolazi do vrata Rima. Honorije odbija nagodbu, kao i što odbija poslati 50 000 rimskih vojnika u Italiji da napadnu 40 000 Vizigota, nakon čega Alarik osvaja i pljačka grad 24. kolovoza 410. godine. Rim prestaje biti prijestolnica Rimskog Carstva (to postaje Ravenna). Pad Rima je snažno potresao same temelje Rimskog Carstva. Tek tijekom ovog rata ili točnije 408 godine spajanjem Alarikovih Gota, Stilihonovih prebjega i Radagaisusovih Gota dolazi do nastanka naroda Vizigota.

## Vizigotsko kraljevstvo u Akvitaniji
Od 407. do 409. Vandali, Alani i Svevi prodiru na Iberijski poluotok. Kao odgovor na tu invaziju zapadnorimski car Honorije poziva Vizigote da preuzmu kontrolu rimske Hispanije. Honorije nagrađuje vizigotske borce zemljom u Akvitaniji (Foedus visigothorum), na koju se ovi naseljavaju. Ta naselja su postala jezgra odakle su se raširili duž Pireneja i na Pirenejski poluotok (tada zvan Iberijski poluotok). Drugi vizigotski veliki kralj Eurik ujedinjava različite zavađene frakcije Vizigota i 475. godine prisiljava Rimsko Carstvo da mu prizna punu nezavisnost. Na kraju njegovog života Vizigotsko Kraljevstvo postaje najjača država nasljednica Zapadnog Rimskog Carstva. Vizigotska država dostiže vrhunac prije poraza 507. godine u bitci kod Vouilléa. Vizigotsko kraljevstvo uključuje cijelu Iberiju, osim malih dijelova na sjeveru (baskijska područja) i sjeverozapadu (kraljevstvo Sveva). Osim toga posjeduju Akvitaniju i Narbonsku Galiju, što je bilo pola današnje Francuske.

## Vizigotsko kraljevstvo na Pirenejskom poluotoku
Vizigoti su brzo postali dominantna sila Pirenejskog poluotoka. Brzo su slomili Alane, a do 429. protjerali su Vandale s poluotoka u Sjevernu Afriku. Do 500. Vizigoti su kontrolirali većinu Pirenejskog poluotoka i uspostavili svoje kraljevstvo. U početku su tim područjima vladali iz Toulousea. U bitci kod Vouilléa 507. godine Franci pod vodstvom kralja Klovisa osvajaju Akvitaniju od Vizigota. Kralj Alarik II. je ubijen u bitci, a vizigotsko plemstvo se povuklo preko Pirineja s maloljetnim kraljem Amalarikom, koji je bio još dijete. 
Od 511. do 526. Vizigoti i Ostrogoti su ponovo ujedinjeni pod vodstvom Teodorika Velikog, koji je vladao iz Ravene. Središte Vizigotskog Kraljevstva se preselilo prvo u Barcelonu, pa onda u unutrašnjost, pa južno do Toleda. Godine 554. Bizantsko Carstvo je pozvano u pomoć rješavanju dinastijskih trzavica, a usput preuzima Granadu i najjužniji dio Španjolske Betike, nadajući se daljnjim zapadnim ponovnim osvajanjima.
Postojala su neslaganja Vizigota arijanaca i kršćanskog stanovništva Pirinejskog poluotoka. Među katolicima je također došlo do podjela. Jedna asketska struja je prozvana heretičkom. Vizigoti se nisu mješali u unutarcrkvene trzavice. Bili su tolerantni i prema Židovima. Tek kad je vizigotski kralj Rekared postao katolik, tada je vijeće katoličkih biskupa uzdrmalo prava vizigotskog plemstva i 633. su potvrdili kralja i postavili zahtjev da svi Židovi moraju biti kršteni. Vizigotski Zakonik je bio dio usmene tradicije, a u 7. stoljeću ga zapisuju, te je preživio stoljeća i čuva se u Escorialu.
Zadnji arijanski vizigotski kralj, Liuvigild osvaja kraljevstvo Sveva 585. godine i većinu sjevernih regija 574., te ponovo vraća južna područja, izgubljene od Bizanta, a njegov nasljednik 624. zauzima sve. S prelaskom vizigotskih kraljeva na katoličanstvo, katolički biskupi postaju moćniji, tako da na vijeću u Toledu 633. godine preuzimaju plemićko pravo za biranje kralja.

## Invazija Maura
Kraljevstvo je preživjelo do 711. godine, kad je kralj Roderik ubijen u invaziji Maura. Ta bitka kod Guadalete 19. lipnja 711. označila je početak maurskog osvajanja Španjolske. Većina Španjolske je došla pod islamsku vlast do 718. godine. Vizigotski plemić Pelajo je pobijedio Muslimane i osnovao kraljevstvo Asturiju u sjevernom djelu Španjolske. Pelajo je pobjedom nad Maurima 722. započeo rekonkvistu. Drugi Vizigoti, koji su odbili živjeti pod islamskom vlašću prešli su kod Franaka, gdje su kasnije igrali zapaženu ulogu u kraljevstvu Karla Velikog.

## Vizigotski kraljevi

### Rani kraljevi
- Fritigern (369. – 380.)
- Atanarik (369. – 381.)

### Dinastija Balti
- Alarik I. (395. – 410.)
- Ataulf (410. – 415.)
- Sigerik (415.)
- Valija (415. – 419.)
- Teodorik I. (419. – 451.)
- Torismund (451. – 453.)
- Teodorik II. (453. – 466.)
- Eurik (466. – 484.)
- Alarik II. (484. – 507.)
- Gezalek (507. – 511.)
- Regentstvo Teodorika Velikog (511. – 526.)
- Amalarik (526. – 531.)

### Kasniji kraljevi
- Teudis (531. – 548.)
- Teudigisel (548. – 549.)
- Agila (549. – 554.)
- Atanagild (554. – 567.)
- Liuva I. (568. – 573.)
- Liuvigild (568. – 586.)
- Rekared I. (586. – 601.)
- Liuva II. (601. – 603.)
- Viterik (603. – 610.)
- Gundemar (610. – 612.)
- Sisebur (612. – 621.)
- Rekared II. (621.)
- Svintila (621. – 631.)
- Sisenand (631. – 636.)
- Čintila (636. – 640.)
- Tulga (640. – 641.)
- Hindasvint (641. – 649.)
- Rekesvint (649. – 672.)
- Vamba (672. – 680.)
- Ervig (680. – 687.)
- Ergika (687. – 701.)
- Vitiza (701. – 710.)
- Roderik (710. – 711.)

## Vanjske poveznice
- Vizigotski Zakonik